# Långnäbbad mås
Långnäbbad mås (Chroicocephalus genei) är en medelstor mås som förekommer i Medelhavsområdet och västra Asien, nära släkt med skrattmåsen.

## Kännetecken

### Utseende
Långnäbbad mås är något större än skrattmåsen, som den annars liknar. Den har dock inte någon svart hätta. Huvudet och den mörkröda näbben har ett långsträckt och spetsigt utseende, och fågeln ser även rätt långhalsad ut. Benen är, liksom näbben, mörkt röda och den långnäbbade måsens iris är gul till färgen. Adult fågel i sommardräkt har ett rosaaktigt bröst. Det tar två år för den att få adult dräkt.

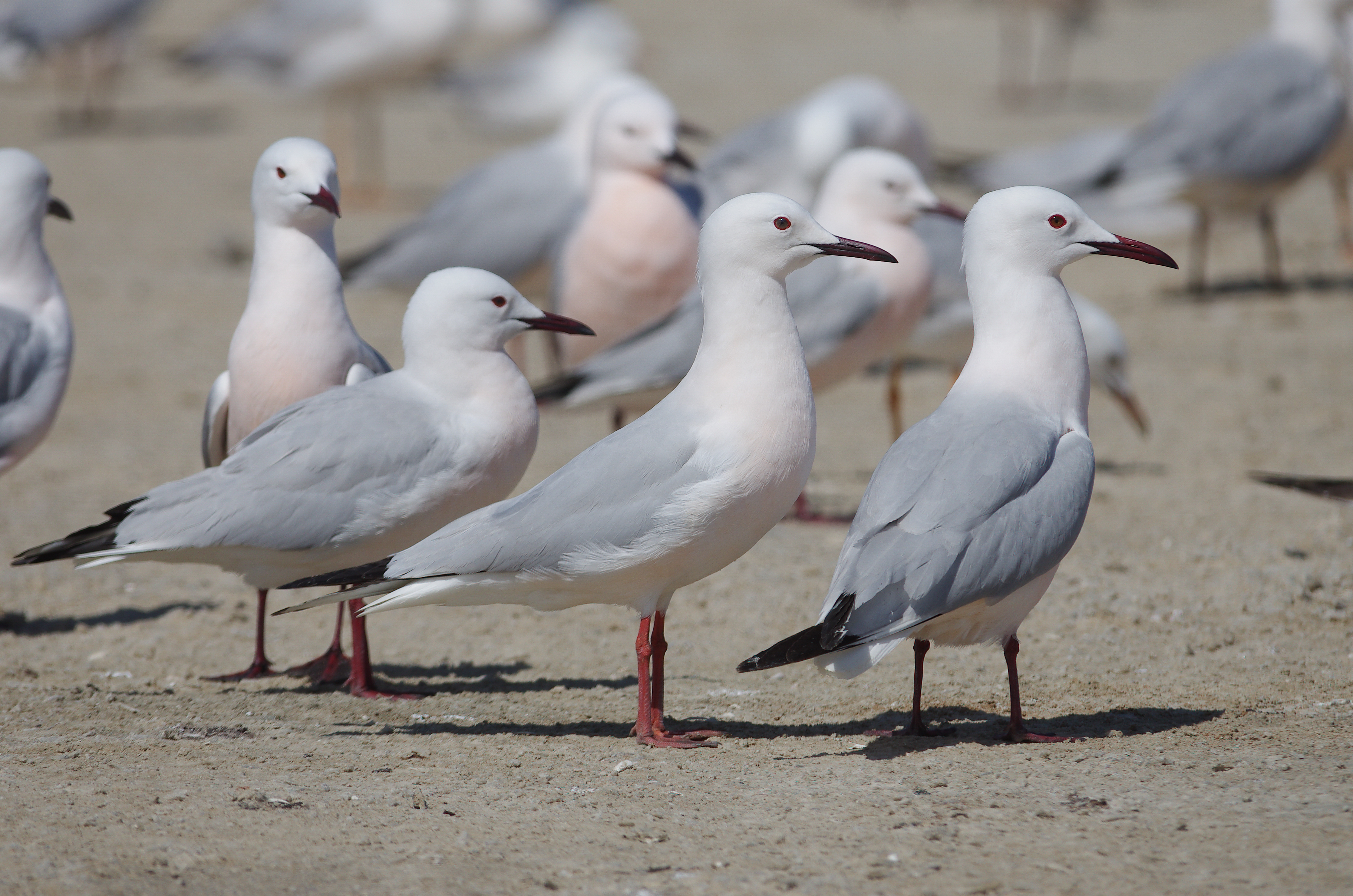
Långnäbbade måsar i häckningstid i Sfax, Tunisien. Notera det svagt rosafärgade bröstet.

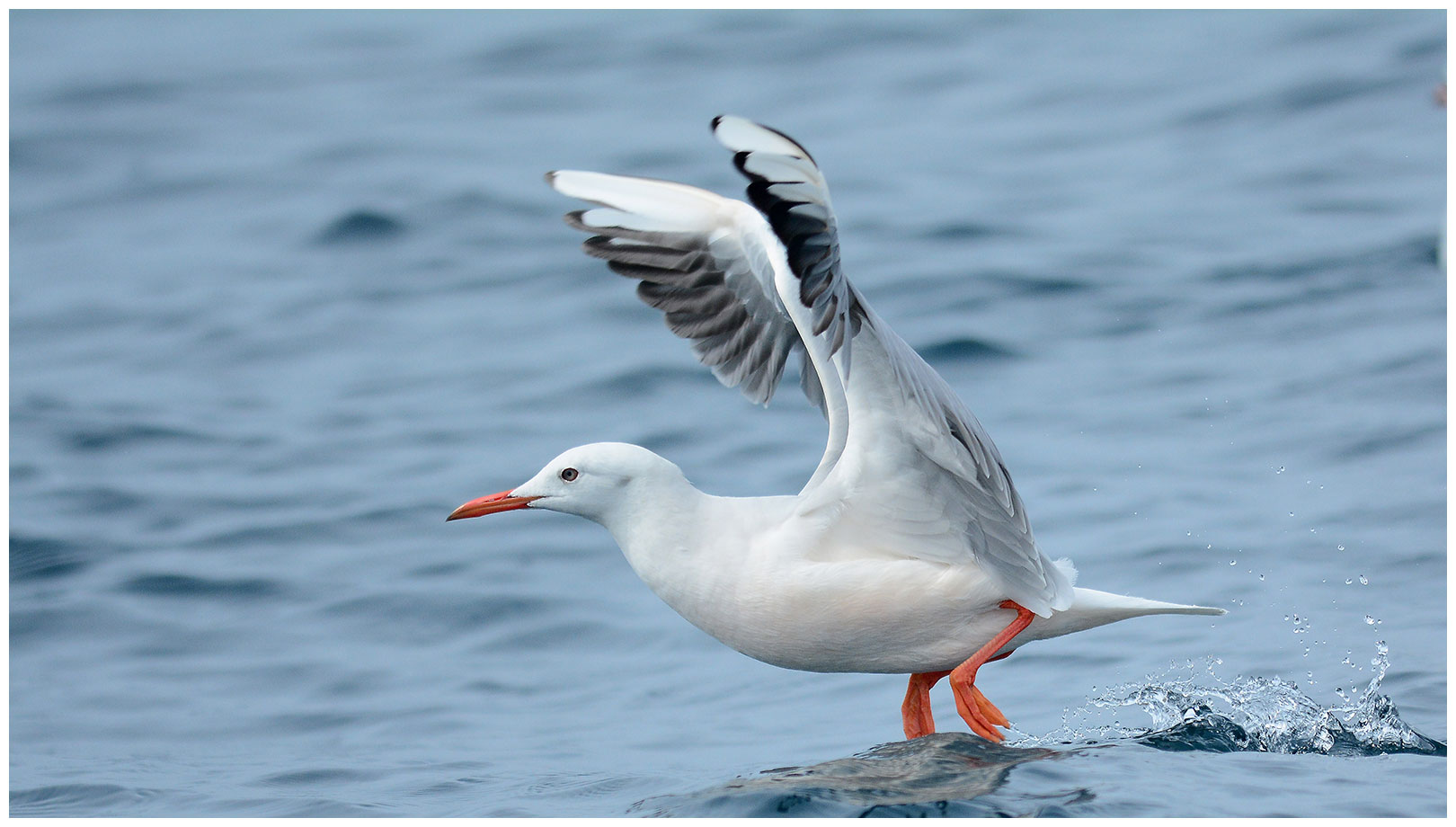

### Läten
Lätena påminner om skrattmåsens, men är djupare, hårdare och torrare, "krerr". I häckningskolonierna hörs också nasala och sträva läten.

## Utbredning
Långnäbbad mås häckar på öar och kustlaguner runt Medelhavet och kring nordvästra Indiska oceanen, i exempelvis Pakistan. Arten är delvis en flyttfågel, som ofta övervintrar söderut i Nordafrika och Indien, medan vissa övervintrar i Västeuropa. En vilsekommen individ observerades i april 1976 vid Antigua i Karibien. I Sverige har arten observerats endast två gånger, dels 1992 vid Furilden på Gotland, dels 1994 i Övre Föret strax söder om Uppsala.

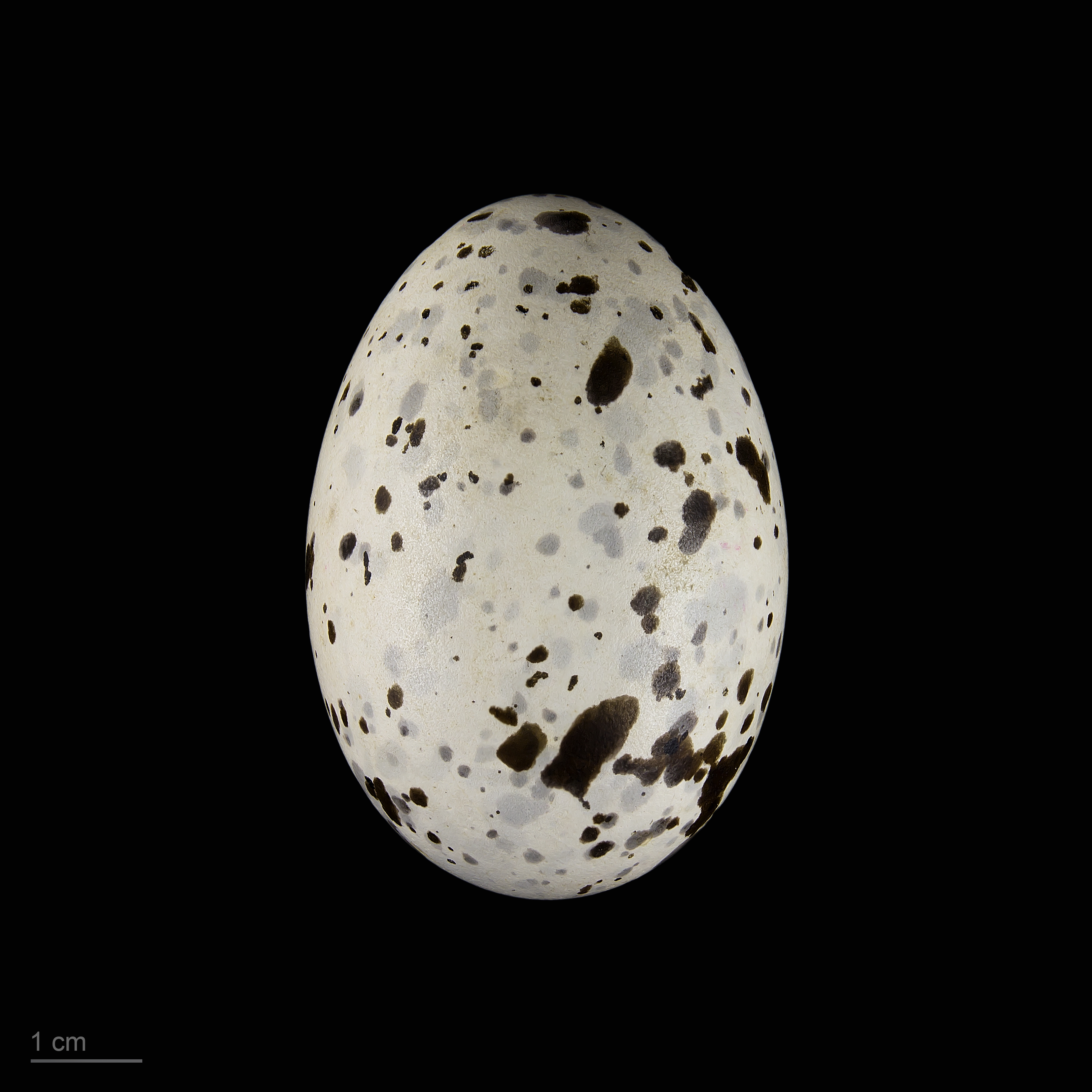
Chroicocephalus genei

### Släktestillhörighet
Länge placerades merparten av måsarna och trutarna i släktet Larus. Genetiska studier visar dock att arterna i Larus inte är varandras närmaste släktingar. Pons m.fl. (2005) föreslog att Larus bryts upp i ett antal mindre släkten, varvid långnäbbad mås placerades i Chroicocephalus. Brittiska British Ornithologists’s Union (BOU) följde efter 2007, amerikanska  American Ornithologists' Union (AOU) i juli 2007 och Sveriges ornitologiska förening 2010. Även de världsledande auktoriteterna Clements m.fl. och International Ornithological Congress IOU har implementerat rekommendationerna in sin taxonomi, dock ännu ej BirdLife International.

## Ekologi
Långnäbbad mås häckar i kolonier, placerar sitt bo på marken och lägger upp till tre ägg. Liksom de flesta andra måsar lever den i flock på vintern. Det är inte en pelagisk art och den ses sällan på havet långt från kusten.

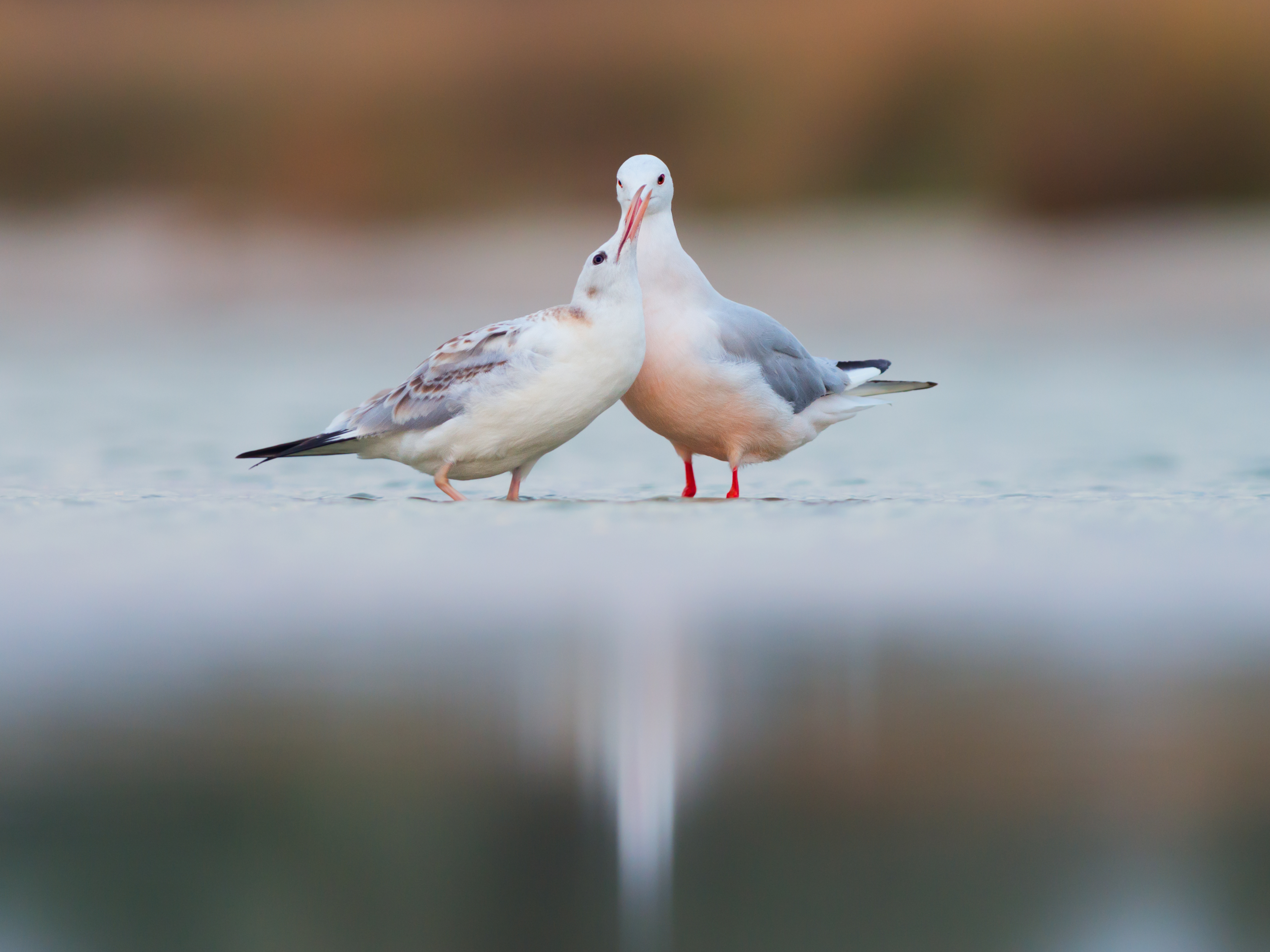
Unge som tigger mat från sin förälder på Kinburnhalvön, Mykolajiv oblast, Ukraina.

## Status och hot
Långnäbbad mås är även en av de fåglar för vilka Agreement on the Conservation of African-Eurasian Migratory Waterbirds (AEWA) gäller. Arten har ett stort utbredningsområde och en stor population med okänd utveckling. Utifrån dessa kriterier kategoriserar IUCN arten som livskraftig (LC). Världspopulationen uppskattas till mellan 310 000 och 380 000 individer, varav det i Europa tros häcka 35 900–57 300 par.

## Namn
Auktorn Brême hedrade den italienska naturforskaren Giuseppe Gené när han gav fågeln dess vetenskapliga artnamn Larus genei. Arten har tidigare kallats smalnäbbad mås på svenska.